# Guy-Victor Duperré
Pour les articles homonymes, voir Duperré.
Ne doit pas être confondu avec Victor Duperré ou Louis Isidore Duperrey.
Le baron Victor Guy Duperré, né à La Rochelle le 20 février 1775 et mort à Paris le 2 novembre 1846, est un officier de marine français des XVIIIe et XIXe siècles, amiral de France en 1830, pair de France et ministre de la Marine et des Colonies.
Il est le beau-frère de Pierre Choderlos de Laclos.

## Biographie
Né dans une vieille famille rouennaise, vingt-deuxième enfant de Jean Augustin Duperré, conseiller du roi et trésorier de la guerre, et de Marie-Gabrielle Prat-Desprez, neveu de Jean-Baptiste Duperré du Veneur, Victor Guy Duperré passe quelques années chez les Oratoriens du collège de Juilly, avant de s'embarquer comme mousse, dès l'âge de 16 ans (1791), sur un navire de commerce, le Henri IV, en partance pour une campagne dans l'océan Indien.

### Sous la Révolution et l'Empire

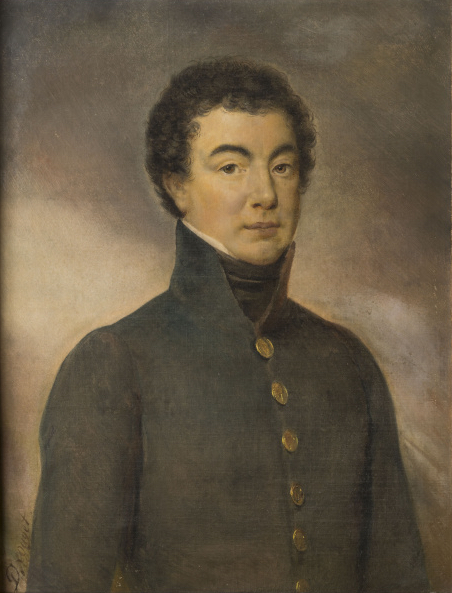
Guy-Victor Duperré, matelot en 1792 (1775-1846), Georges Rouget, 1835.

Il entre dans la marine militaire (novembre 1792) et sert, durant la guerre contre les Pays-Bas et le royaume de Grande-Bretagne, sur la corvette Le Maire-Guiton, puis sur la frégate Le Tartu, avant de passer en qualité d'enseigne de vaisseau auxiliaire à bord de La Virginie (mai 1796). Un mois plus tard, fait prisonnier par les Britanniques dans un combat de nuit, il est incarcéré en Angleterre, échangé deux ans après, et reçoit le brevet d'enseigne de vaisseau.
Il commande la corvette La Pélagie avant d'être nommé lieutenant de vaisseau (1804), puis adjudant du préfet maritime de Boulogne-sur-Mer. En 1806, il fait campagne au Brésil sur Le Vétéran sous les ordres de Jérôme Bonaparte et est promu, à son retour, capitaine de frégate (28 septembre 1806). En 1808, il dirige sur la frégate Sirène un convoi de troupes sur la Martinique et, en rentrant en France, il soutient, en vue de Lorient, un combat héroïque contre la croisière anglaise et ne peut se sauver qu'en s'échouant à la côte.
Napoléon Ier le nomme capitaine de vaisseau et chevalier de la Légion d'honneur, avant de le promouvoir directement au grade de commandant du même ordre. Le 6 décembre 1810, il le crée baron de l'Empire.
Chargé d'une mission à l'Île-de-France, sur La Bellone, il dispute longtemps cette île aux Britanniques, s'emparant de plusieurs de leurs bâtiments ou en coulant d'autres dans les mers de l'Inde, et remportant notamment, le 23 août 1810, la bataille de Grand Port, seule victoire maritime des guerres napoléoniennes, ce qui lui vaut d'être promu contre-amiral à son retour en France, en septembre 1811.
De 1812 à 1814, il commande les forces navales françaises et italiennes de la Méditerranée et de l'Adriatique, ainsi que les forces navales à Venise, qu'il défend contre les Autrichiens en 1814.

### Sous la Restauration
Préfet maritime de Toulon pendant les Cent-Jours en 1815, il est mis en non-activité à la seconde Restauration, mais rappelé au service en 1818. Promu Contre-Amiral, il occupe entre 1819 et 1821 le poste de commandant de la station naval des Antilles. Lors de la guerre d'Espagne de 1823, il commande l'escadre chargé du blocus de Cadix avant d'être promu Vice-amiral en octobre 1823. Il est fait grand officier de la Légion d'honneur et commandeur de l'Ordre de Saint-Louis en 1824. Il est nommé inspecteur du 5e arrondissement militaire, puis envoyé à Brest comme préfet maritime (1827).

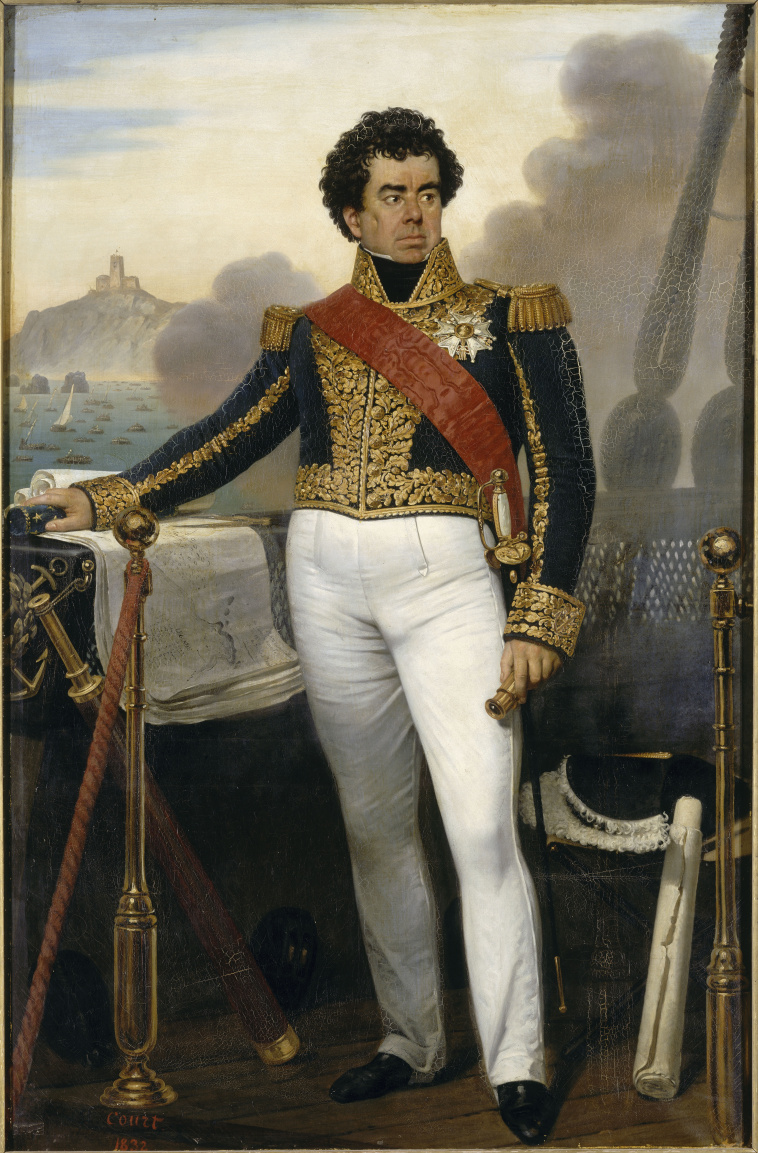
Victor Guy Duperré (1775-1846), amiral et ministre de la Marine de 1834 à 1843, représenté en petite tenue d'amiral alors commandant la flotte de l'expédition d'Alger en 1830, Joseph-Désiré Court, 1832.

Bien qu'hostile à l'expédition d'Alger, il est nommé le 5 février 1830 par le roi Charles X, commandant de la flotte sous les ordres du comte de Bourmont, commandant en chef le corps expéditionnaire contre la régence d'Alger. Cette flotte, qui comportait 103 bâtiments de guerre, 572 navires de commerce transportant 35 000 soldats, 3 800 chevaux et 91 pièces d'artillerie de gros calibre, contribua puissamment à la prise d'Alger. En récompense, il est fait pair de France le 16 juillet 1830.

### Sous la monarchie de Juillet
Son élévation à la pairie ayant été annulée par la mesure générale prise après la Révolution de 1830, Louis-Philippe Ier le renomma pair de France le 18 août 1830 et le promut au grade d'amiral en mars 1831.
Duperré était alors en Afrique. Rappelé en France en octobre 1831, il est nommé à la tête du conseil d'Amirauté.
Il accepte de devenir ministre de la Marine et des Colonies le 18 novembre 1834 dans le ministère du duc de Trévise, et conserve ce portefeuille dans le ministère du duc de Broglie puis dans le premier ministère Thiers et tombe avec ce dernier le 6 septembre 1836. Il retrouve ce portefeuille du 12 mai 1839 au 29 février 1840 dans le deuxième ministère Soult. Comme ministre, il prit d'importantes mesures d'administration. Après le rejet du projet de dotation pour le duc de Nemours, qui entraîne la chute du cabinet, il déclare : « Le ministère a reçu dans le ventre un boulet qui est allé se loger dans le bois de la couronne. » Il reprend une troisième fois le portefeuille de la marine dans le troisième ministère Soult le 29 octobre 1840, jusqu'à sa retraite définitive le 6 février 1843, pour raisons de santé. Il meurt trois ans plus tard le 2 novembre 1846 à Paris.
L'amiral Tupinier prononce son Éloge funèbre à la Chambre des pairs. Enterré aux Invalides après des funérailles nationales, son nom figure sur l'Arc de triomphe de Paris. La ville de La Rochelle lui a élevé une statue, inaugurée le 17 octobre 1869 (V. photo).

## États de services
- Mousse dans « la Marchande » (1791) ;
- Matelot dans « la Royale » (1792) ;
- Enseigne de vaisseau (1798) ;
- Lieutenant de vaisseau (1804) ;
- Capitaine de frégate (28 septembre 1806) ;
- Contre-amiral (septembre 1811) ;
- Commandant des forces navales françaises et italiennes de la Méditerranée et de l'Adriatique (1812-1814) ;
- Commandant de la station navale des Antilles (1819-1821)[3]
- Commandant de l'escadre chargée du blocus de Cadix (1823) ;
- Vice-amiral (octobre 1823) ;
- Commandant de la station navale des Antilles (1826)[3]
- Commandant de la flotte sous les ordres du comte de Bourmont, commandant en chef le corps expéditionnaire contre la régence d'Alger (1830) ;
- Amiral (30 août 1830).

## Autres fonctions
- Adjudant du préfet maritime de Boulogne-sur-Mer (entre 1804 et 1806) ;
- Préfet maritime de Toulon (Cent-Jours) ;
- Préfet maritime de Brest (1827) ;
- Membre de la Chambre des pairs :
  - 16 juillet 1830, destitué par la mesure générale prise après la Révolution de 1830 ;
  - Rétabli le 16 juillet 1830 ;
- Chef du conseil d'Amirauté (1831) ;
- Ministre de la Marine et des Colonies :
  - 18 novembre 1834 - 6 septembre 1836,
  - 12 mai 1839 - 29 février|1840,
  - 29 octobre 1840 - 6 février 1843

## Titres
- Baron de l'Empire (6 décembre 1810)

## Décorations
- Légion d'honneur :
  - Légionnaire (25 prairial an XII : 14 juin 1804), puis,
  - Commandant (6 décembre 1810), puis,
  - Grand officier (23 août 1820), puis,
  - Grand-croix de la Légion d'honneur (1er mars 1831) ;
- Ordre royal et militaire de Saint-Louis :
  - Chevalier (1814), puis,
  - Commandeur de Saint-Louis (1824) ;

## Armoiries
| Figure | Blasonnement |
|        | Armes de Baron de l'Empire D'azur semé d'étoiles d'argent à un lion du même, armé et lampassé de gueules brochant ; au canton des Barons militaires de l'Empire brochant sur le tout., |
|        | Armes de pair de France |

## Hommages

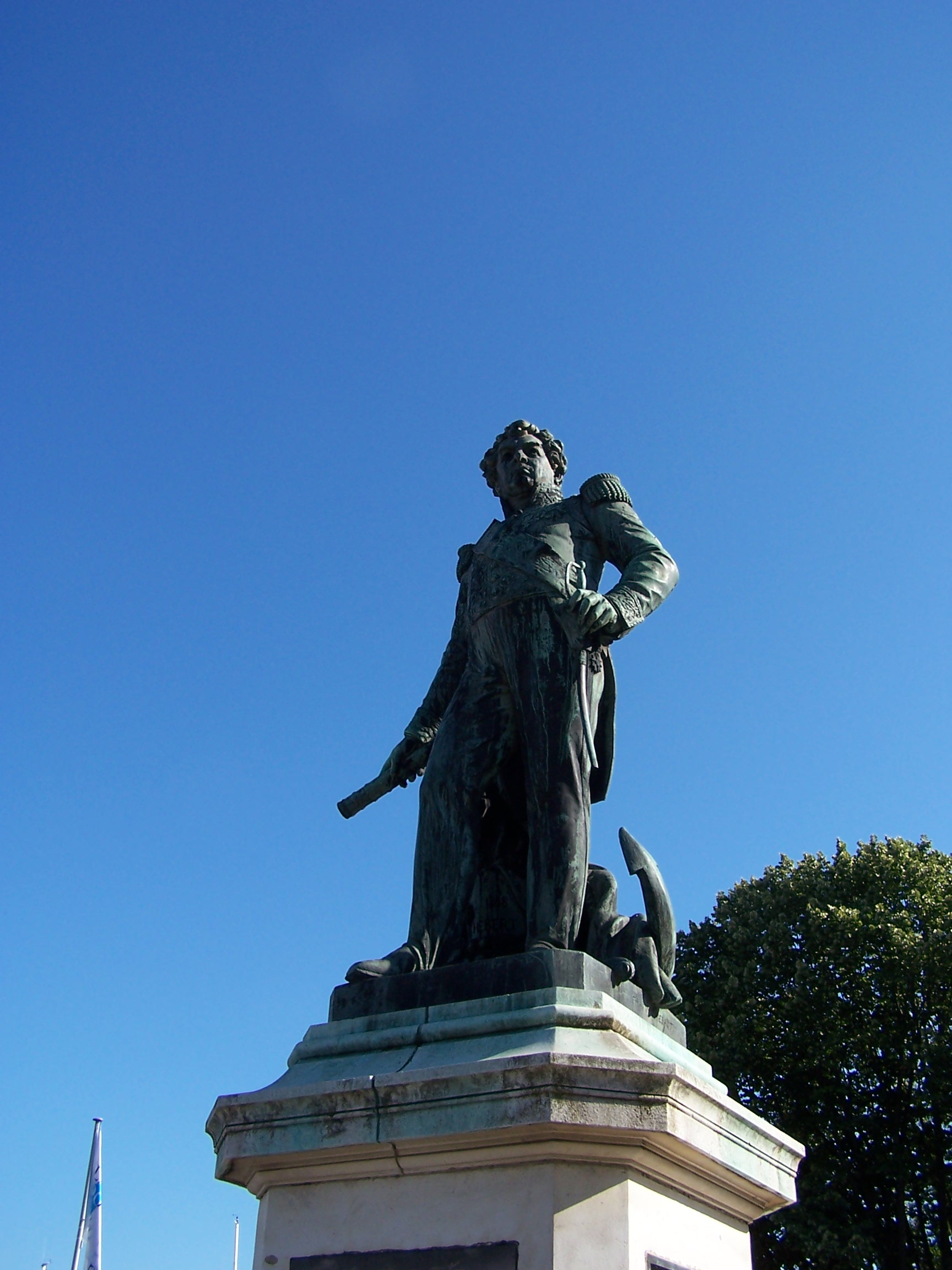
Statue de l'Amiral Victor Guy Duperré (1869) sur le Vieux-Port de La Rochelle

- Une statue située sur le vieux-port devant la Grosse Horloge à La Rochelle.

Huit bâtiments de la Marine nationale française ont porté le nom de Duperré :
- Un cuirassé (1879-1906) (Amiral Duperré)
- Un navire auxiliaire (1916- 1918)
- Un aviso de 1re classe (1918-1935)
- Un patrouilleur auxiliaire (1939-1940)
- Un arraisonneur-dragueur (1939-1940)
- Une vedette de patrouille auxiliaire (1939-1940)
- Un torpilleur (1948-1954)
- Un escorteur d'escadre (1956-1992)
- Un navire civil, bien connu des vacanciers charentais; a également porté ce nom, il s'agit du bac qui desservait l'île d' Oléron avant l'achèvement du viaduc d'Oléron en 1966, il fut ensuite réaffecté à l'ile de Ré[8]

## Union et postérité
- Le 21 décembre 1822, église de la Madeleine (Paris), le baron Duperré épousa Claire Adélaïde Le Camus (° 27 mars 1789 - Fort-Royal, Martinique † 19 janvier 1874 - Paris), sœur de Pierre-Alexandre Le Camus (1774-1824), comte de Fürtenstein, ministre et favori de Jérôme Bonaparte, et veuve de Joseph Antoine Morio de Marienborn (1771-1811), général de division au service du roi de Westphalie. Ensemble, ils eurent :
  - Claire Laure (° 23 juillet 1823 - Paris † 22 août 1901 - Paris), mariée, le 11 janvier 1843 à Paris, avec Alphonse Crignon de Montigny (1812-1877), conseiller d'État, collectionneur de monnaies, dont postérité ;
  - Victor Auguste (° 4 août 1825 - Paris † 26 mars 1900 - Paris), 2e baron Duperré, Vice-amiral (1er octobre 1879), grand-croix de la Légion d'honneur (1887) ;
  - Rose Gabrielle Adélaïde (° 19 juillet 1827 - Paris † 1897 - Paris), mariée, à Paris, avec Victor Ferdinand Guillaume de Bassoncourt (1823-1892), préfet du Puy-de-Dôme (1875-1876), puis de la Mayenne (IIIe République).

Une commune créée en 1857 en Algérie (chef-lieu de canton-département d'Alger - faisant partie après 1958 du nouveau département d'Orléansville) reçoit le nom de Duperré en hommage à Victor Guy Duperré.
La rue Duperré, dans le 9e arrondissement de Paris, a été nommée en son honneur.
Il a aussi donné son nom à L’École supérieure des arts appliqués Duperré (ou École Duperré Paris) car cette école était autrefois située rue Duperré et a gardé ce nom.
L'actuel internat de l'Ecole des Mousses à Brest porte le nom d'internat Duperré.

### Sources et bibliographie
- Vie de l'amiral Duperré, ancien ministre de la marine et des colonies par Frédéric-Victor-Charles Chassériau, Imprimerie nationale, Paris, 1848
- Éric Brothé (préf. Maurice Dupont), Victor-Guy Duperré, Mousse, capitaine, amiral, 1775-1846, Paris, Éditions Le Croît vif, 2006
- Marie-Nicolas Bouillet  et Alexis Chassang (dir.), « Guy-Victor Duperré » dans Dictionnaire universel d’histoire et de géographie, 1878 (lire sur Wikisource)
- « Guy-Victor Duperré », dans Adolphe Robert et Gaston Cougny, Dictionnaire des parlementaires français, Edgar Bourloton, 1889-1891 [détail de l’édition]